# أولغا بوافا
أولغا بوافا (بالبولندية: Olga Buława)‏ (من مواليد شوينتشي، بولندا) عارضة أزياء وحاملة لقب ملكة جمال بولندية فازت بلقب مسابقة ملكة جمال بولسكي 2018 ، تم تعيينها لاحقًا ملكة جمال بولندا 2019 بعد أن تم تخلت ملكة جمال بولونيا ميلينا سادوفسكا عن الامتياز في تمثيل بلدها في مسابقة ملكة جمال الكون، بهدف إلى تمثيل بولندا في مسابقة ملكة جمال العالم 2019 ، لصالح ملكة جمال بولسكي وبصفتها ملكة جمال بولسكي، ستمثل بولندا في مسابقة ملكة جمال الكون 2019.
تدخل أولغا المنافسة وهي في 27 عامًا ممثلة مسابقة ملكة جمال بولسكي 2018. وأول حاملة لقب ملكة جمال بولسكي تمثيل بولندا في مسابقة ملكة جمال الكون. تعيش أولغا حاليًا في وارسو ، حيث عملت في شركة الخطوط الجوية البولندية البولندية كمضيفة طيران منذ حوالي خمس سنوات. تخرجت مؤخرًا من جامعة العلوم الاجتماعية والإنسانية (SWPS University)بدرجة الماجستير في القانون.

## الروابط الخارجية
- أولغا بوافا على إنستغرام